# Ochoz u Tišnova
Ochoz u Tišnova là một làng thuộc huyện Brno-venkov, vùng Jihomoravský, Cộng hòa Séc.